# Грофовија Португалија
Грофовија Португалија (португалски: Condado de Portugal, Condado Portucalense, Condado de Portucale) је назив за средњовековну државу у околини Браге и Порта (данашња северна Португалија). Држава је постојала од средине 9. до средине 11. века као вазал Краљевине Астурије (касније Краљевине Галиције и Леона). Укинута је након избијања побуне да би крајем 11. века била обновљена и постојала је до средине 12. века.

## Историја
Северне делове данашње Португалије освојио је 868. године Вимар Перес, поданик астурског краља Алфонса III. Алфонсо га је прогласио за грофа поверивши му територије од реке Лимија до реке Дуро. Јужно од реке Дуро формирана је грофовија Коимбра. Јужно од грофовија налазиле су се територије које су и даље биле у саставу Кордопског калифата. Освајање Коимбре од стране муслиманског ратника Алманзора (987) довело је до тога да грофовија Португалија поново постане јужна граница Леонске краљевине. Јужни делови грофовије поново су освојени током владавине Фердинанда I од Леона и Кастиље. Ламего је пао 1057. године, Визеу 1058, а Коимбра 1064. године. Племићи грофовије Португалије достигли су врхунац моћи крајем 10. века када је гроф Гонзало Менендез понео титулу "великог војводе Португала" (magnus dux portucalensium). Његов син Менендо носио је титулу великог војводе. Могуће је да је гроф Гонзало убио Санча I од Леона на банкету понудивши му отровну јабуку. У овоме се, међутим, не слажу сви историчари. Крајем 960-тих година Гонзалове земље опустошене су од стране Викинга. Гонзало улази у сукоб са Рамиром III због Рамировог одбијања да се бори против Викинга. Гонзалов син Менендо био је близак са Рамировим ривалом и наследником, Бермудом II од Леона, и тутор Алфонса V. Грофовија је наставила да постоји у оквиру Леонске краљевине до 1071. године када је Нуно Мендез подигао побуну против краља Гарсије од Галиције у намери да се избори за независност Португалије. Поражен је у бици код Педроса у којој је изгубио живот. Гарсија се потом прогласио краљем Галиције и Португалије. Тада је по први пут Португалија ушла у титулатуру једног краља. Независна грофовија је укинута, а њене територије припојене су краљевини Галицији којом су управљали Санчо II од Кастиље и Алфонсо VI од Леона.
Алфонсо VI је територију некадашње грофовије Португалије, као и крајњи југ Коимбре дао на управу своме зету Рајмунду од Бургундије. Рајмунд је доживео брз успон изазива страх код Алфонса који 1096. године Португалију и Коимбру даје на управу своме другом зету, Хенрију од Бургундије, супругу Терезе од Леона, Алфонсове ванбрачне ћерке. Хенри је изабрао Брагу за престоницу новоформиране грофовије тада познате као Terra Portucalense or Província Portucalense. Грофовија је обухватала територије између река Мињо и Тахо. Хенри је наставио са реконкистом у западној Иберији ширећи своју грофовију. Учествовао је и у неколико интрига на леонском двору заједно са својим рођаком Рајмундом и његовом женом Ураком I од Леона. Подржао је успон Рајмунда у замену за ширу аутономију или независност Португалије. Муслимани су 1111. године освојили Сантарем. Хенри је умро следеће године. Утицајне породице Португалије фаворизују покрет за независност. Тереза, Хенријева удовица, влада у име свог малолетног сина носећи накратко титулу краљице. Устала је против своје сестре, Ураке I која ју је поразила 1121. године и приморала на вазалство. Њен син, Афонсо I, је самостално завладао 1128. године. За власт се морао борити са мајком коју је поразио у бици код Сао Мамеде 1128. године. Наставио је борбу са Муслиманима и 1139. године је однео сјајну победу у бици код Оурикеа. Битка је довела до Алфонсовог проглашења за краља од стране португалских трупа. Међутим, Алфонсо није користио краљевску титулу већ титулу инфанта, признавајући тиме врховну власт Алфонса VII од Леона и Кастиље, наследника Алфонса VI. Алфонсо VII је 1143. године споразумом у Замори признао независност Португалије која је уздигнута на ранг краљевине.

## Грофови Португалије
- Вимара Перес (868–873)
- Луцидио Вимаранес (873–???)
- Херменегилдо Гонзалез (око 924– око 950)
- Мумадона Дијаз (око 924– око 950)
- Гонзало Менендез (око 950–997), велики војвода
- Менендо Гонзалез (997–1008)
- Алвито Нунез (1008–1015)
- Нуно Алвитез (1017–1028)
- Илдуара Мендез (1017–1028, регент)
- Мендо Нунез (1028–1050)
- Нуно Мендез (1050–1071)
- Хенри од Бургундије (1096–1112)
- Тереза од Бургундије (1112–1128, регент)
- Алфонсо Хенрикез (1112–1143)